# Saint-Antonin (Alpy Nadmorskie)
Saint-Antonin – miejscowość i gmina we Francji, w regionie Prowansja-Alpy-Lazurowe Wybrzeże, w departamencie Alpy Nadmorskie.
Według danych na rok 1990 gminę zamieszkiwało 55 osób, a gęstość zaludnienia wynosiła 9 osób/km² (wśród 963 gmin regionu Prowansja-Alpy-W. Lazurowe Saint-Antonin plasuje się na 733. miejscu pod względem liczby ludności, natomiast pod względem powierzchni na miejscu 784.).